# بهشت

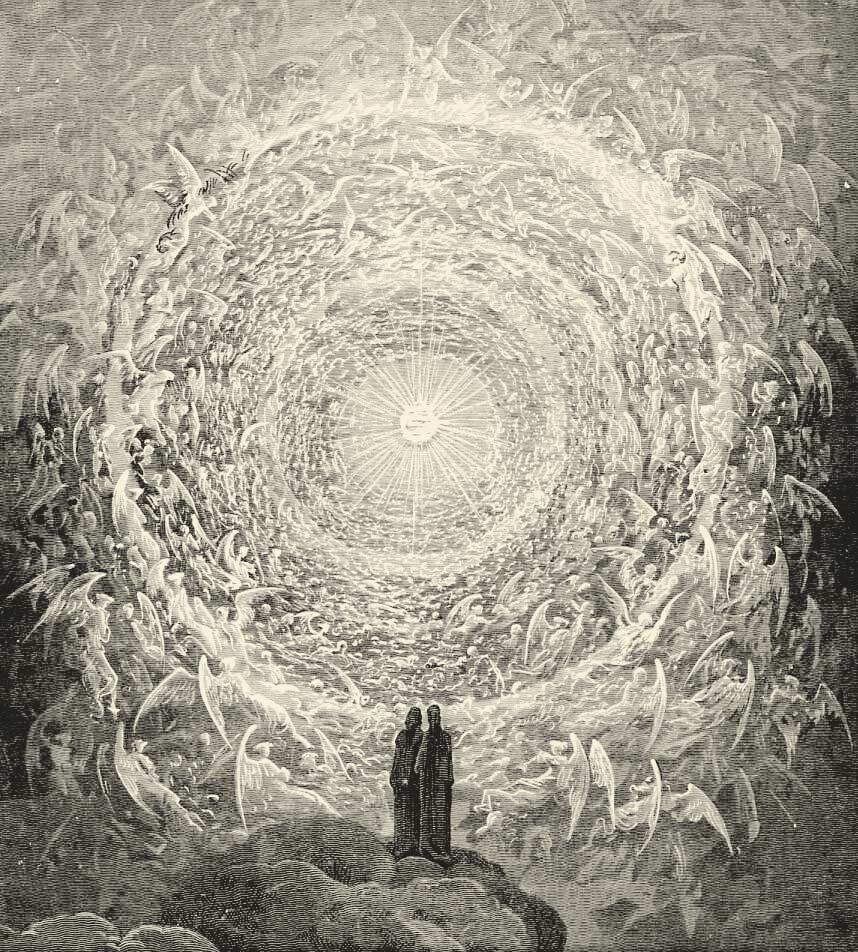
دانته و بئاتریس در بالاترین سطح بهشت؛ نقاشی از گوستاو دوره در کتاب کمدی الهی

بهشت یا وهشت یا آسمان، مفهومی است که در بیشتر مذاهبِ باورمند به زندگی پس از مرگ، وجود دارد. بر اساس آموزه‌های مذهبی اسلام و برخی دیگر از مذاهب، بهشت جایگاه پایانی هر انسان نیکوکار است و در آن جا به اندازه کارهای نیکش از مواهب آن برخوردار خواهد شد. ادیان این مفهوم را به شکل‌های گوناگون، تعریف کرده‌اند.

## کهن‌ترین پیشینه در اساطیر
از ۱۸۰۰ سال پیش از مسیح، دین زرتشت سخن روز قیامت را مطرح کرده و آتشگاه (جهنم) و پردیس (بهشت) را توصیف می‌کند. روح مرده سه روز در کنار جسد می‌ماند و سحر گاهان روز چهارم به سوی پل چینود روان می‌شود. در آنجا در دادگاهی که در حضور ایزدان سروش، رشن و اشتاد برگزار می‌شود، با ترازو به کارهای نیک و زشت او رسیدگی می‌شود تا بتوان دید کدامین کفه ترازو سنگین‌تر است. سپس انسان نیک سرشت از راهی نورانی به سوی پردیس (بهشت) و انسان گنه‌کار به دوزخ می‌رود.
«گرودمان» یا سرای آرامش و سرود یا خانه منشِ نیک و در «وجودمان» یا خانه دروغ و خانهٔ منشِ زشت با بهشت و دوزخ مؤمنین ادیان دیگر، شباهت ندارد، این بهشت و دوزخ نه دارای شکل است و نه قابل تجسم. هیچگونه وصفی از آن در گات‌ها نشده‌است و نه به زمان وابسته است و نه به مکان. نه جای آن مشخص است و نه دوران و زمان آن. در بیشتر سرودهای زرتشت، بهشت و دوزخ در همین جهان و در منش و وجدان انسان برپا می‌شود و پاداش و کیفر نیز در همین زندگی به انسان بازمی‌گردد ولی گاهی هم به‌طور اشاره از یک عامل پس از مرگ در گات‌ها سخن رفته‌ است در مفهوم پل چینوات، هرچند به معنی گذار جدا سازنده و پاداش دهنده می‌توان مرحله‌ای در همین جهان را منظور داشت، ولی باز هم اثری از یک فضای پس از مرگ در آن مشاهده کرد. سرای سرود که جایگاه اهورا است. سرای اندیشهٔ نیک و اشه وهیشته یا پردیس و بهشت، نیز می‌توان هر دو جنبه این جهانی و جهان پس از مرگ را در نظر گرفت، برخی از دانشمندان چون زولستر معتقدند که بهشت و دوزخ نخستین بار در گات‌ها مطرح شده و دیگر ادیان از آن بهره گرفته‌اند. (سید جلال الدین آشتیانی، مزدیسنا و حکومت، ص ۲۵۳)

## مصر باستان
درهای آسمان رو به تو گشوده شد. درهای آسمان پرستاره برای تو گشوده شد… تو به ستارگانی که رع را دربر گرفته‌اند، تعلق داری.

دیدگاه کیهانی واحدی در مصر باستان وجود نداشته و در طول تاریخ طولانی آن سرزمین، نظرات متفاوت و متضادی بروز و تکامل پیدا کردند؛ با این وجود، تا قبل از فتح مصر توسط قوای خارجی ایرانی، یونانی و رومی، تغییرات بزرگی در جهان‌بینی مصریان به وجود نیامد. باور به وجود سرزمینی در بالای سیاره زمین و امید به پیوستن به اجرام آسمانی، در قدیمی‌ترین اسناد مصری وجود دارد. یکی از این متون، مجموعه کتیبه‌های دیوارهای اهرام مصر هستند که دعاها و مراسم‌هایی که سفر پس از مرگ فرعون درگذشته را توصیف می‌کنند؛ این متون به او کمک می‌کردند در جای خود میان خدایان قرار بگیرد. در این متون دعا شده که به فرعون کمک و از او محافظت شود تا از قبر به دنیای مردگان و سپس به آسمان‌ها برود. در متنی دیگر، نوت، الهه آسمان، به فرعون می‌گوید: «تو تک‌ستاره‌ای، هم‌نشین هو! پس در جای خود میان ستارگان آسمان قرار بگیر.» در قدیمی‌ترین باورهای مصری، مردم عادی انتظار نداشتند به ستاره‌ها یا خورشید ملحق شوند، بلکه امیدوار بودند بتوانند زندگی زمینی خود را در جهان مردگان ادامه دهند. فرعون به دلیل اینکه یک خدا بود، می‌توانست راهی سرزمین آسمانی شود. متون دوره پادشاهی میانه (۲۰۴۰—۱۶۳۳ ق‌م) که از نظر محتوا با متون با دوره کهن شباهت داشتند را در درون تابوت فرد مرده قرار می‌دادند تا در سفر به جهان مردگان راهنمای او باشد. در این عهد، مردم عادی هم می‌توانستند به اجرام آسمانی ملحق شوند. در عصر پادشاهی نوین (۱۵۵۸—۱۰۸۵ ق‌م) از نظر محتوایی نیز تغییرات مهمی در این متون ایجاد شد.
مصریان چهار باور مختلف دربارهٔ آسمان‌ها داشتند؛ گروهی تصور می‌کردند آسمان یک شاهین بزرگ و خورشید و ماه چشم‌های اویند. ستارگان نیز نقوش سفید بال‌هایش هستند و از بال‌زدن او، باد به وجود می‌آید. حوروس خدای سرزمین آسمانی یکی از قدرتمندترین پرنده‌ها محسوب می‌شد.
در نظر عده‌ای دیگر، کیهان در واقع یک گاو بود. رع در پیری از دست انسان‌ها عصبانی شد و خواست نابودشان کند اما نظرش تغییر کرد و سوار بر گاوی راهی آسمان‌ها شد؛ این گاو بالای زمین ایستاده و انسان‌ها شکمش را چون خورشید و ستاره می‌بینند.
عده‌ای آسمان را زنی می‌پنداشتند که چون کمانی بالای زمین پاهایش را در شرق و دستانش را در غرب گذاشته‌است؛ این زن همان نوت است. خورشید و ستارگان بر روی شکم او حرکت می‌کنند و شو، خدای هوا، چون ستونی سینه و واژن او را گرفته و گب خدای زمین میان پاها و دست‌هایش دراز کشیده‌است.
دیگر گروه هم آن را سطح صافی می‌دانستند که گاه توسط ستون‌هایی از افتادنش جلوگیری می‌شود.
در نظر مصریان باستان، سفر به جهان مردگان با خطراتی همراه بود. روح بعد از تدفین سوار بر قایقی از دروازه‌هایی می‌گذشت که در زمان عبور او را می‌آزمودند و در پایان راه، خدایان به او کمک می‌کردند خودش را به مقصد آسمانی یا زمینی برساند و آنجا از زندگی آسانی که بیشتر ویژگی‌های زندگی زمینی را داشت، بهره‌مند شود. در غیر این صورت، در جهان مردگان می‌ماند تا مجازات شود یا به قبرش بازمی‌گشت. کسی که از خطرات جهان مردگان عبور کرده بود، می‌توانست آزادانه به زمین یا جهان مردگان بازگردد تا خانواده و دوستانش را ملاقات کند. آن‌ها همچنین اعتقاد داشتند خورشید و دیگر اجرام آسمانی برای اینکه در آسمان دیده شوند، باید از دروازه‌هایی عبور کنند و وقتی از آن خارج می‌شدند، دیگر توسط انسان دیده نمی‌شدند. روح را اغلب مثل پرنده‌ای با سر انسان مجسم می‌کردند. گروهی وسیله عروج به آسمان‌ها را یک نردبان خدایی می‌دانستند. با این وجود، کاملاً روشن نیست بعد از پشت‌سر گذاشتن خطرات جهان مردگان، چه بر سر شخص می‌آمد. برخی از متون مصری محل اقامت آن‌ها را بر روی زمین دانسته‌اند و در آن مثل افراد سلطنتی زندگی می‌کردند. تصور آن‌ها از این نوع زندگی پس از مرگ در واقع ریشه در شرایطی که کشاورزان مناسب زراعت می‌دانستندش، دارد. روی هم رفته، دربارهٔ محل زندگی پس از مرگ دو دیدگاه متفاوت رواج داشت: یکی آسمانی و دیگری زمینی.

## سومر
در دیدگاه کیهانی سومری، در آغاز تنها آب‌ها (در واقع منظور نمو، یکی از الهه‌های سومری، است) وجود داشتند. نمو سپس کی (الهه زمین) و ان (خدای آسمان) را آفرید. اینان آمیزش کردند و انلیل (خدای هوا) متولد شد. سومریان اعتقاد داشتند زمین و آسمان در آغاز واحد بودند؛ جهان کوه بزرگی بود که پایش در زمین قرار داشت و قله‌اش به آسمان می‌رسید. انلیل زمین و آسمان را از هم جدا کرد و خدایان — که موجودات فوق‌بشری فناناپذیر بودند — بر هر منطقه از هستی حاکم شدند. آن‌ها انسان را از گل آفریدند تا کارهایشان را انجام دهد. خدایان در آسمان‌ها زندگی می‌کردند و از آنجا زندگی بشر روی زمین را تحت سلطه خود داشتند. هستی قسمت سومی هم داشت؛ جهان مردگان که خدایان مرگ در آن ساکن بودند. در ادبیات سومری داستانی دربارهٔ سفر اینانا از آسمان به جهان مردگان و بازگشت او وجود دارد.
با این حال، دیدگاه سومریان دربارهٔ زندگی پس از مرگ روشن نیست. به نظر نمی‌رسد شانس همه برای رسیدن به بهشت یکسان بوده و ظاهراً بستگی به وضعیت زندگی زمینی فرد داشت. اینطور که در حماسه گیلگمش گفته شده ظاهراً مردم بین‌النهرین باستان گور را نقطه نهایی زندگی می‌دانستند و نتیجتاً، سومریان اعتقاد نداشتند بعد از مرگ به خدایان ملحق می‌شوند. «زندگی» بعد از مرگ، در بهترین حالتش بازتابی از زندگی زمینی محسوب می‌شد. انسان سزای گناهانش را در همین دنیا می‌دید اما نه همیشه به شکلی منصفانه. به همین دلیل، سومریان هم درگیر این پرسش بودند که چرا نیکان در دنیا با سختی روبرو می‌شوند و داستانی مشابه قصه ایوب هم در ادبیات سومری وجود دارد. «سرزمین دیلمون» — واقع در جنوب‌غرب ایران یا در بحرین — هم بهشتی روی زمین بود که خدایان در آن زندگی می‌کردند.

## بنی‌اسرائیل
دیدگاه بسط یافته‌ای دربارهٔ بهشت یا جهنم در تنخ — که حاوی تورات، کتب انبیاء و مکتوبات است — وجود ندارد. اینطور که معلوم است، نویسندگان کتب تنخ قائل به نوعی زندگی بعد از مرگ بودند اما میان خوب و بد آن تفاوتی وجود نداشته‌است. در کل برداشت بنی‌اسرائیل از کیهان و سرزمین خدایان مشابه همسایگانشان در خاور نزدیک باستان بوده‌است. مانند اساطیر یونانی و رومی، در تنخ هم مردگان به مکانی تاریک می‌روند که در آن نه کاملاً زنده هستند و نه کاملاً مرده؛ این مکان، «شئول» نامیده شده‌است. با این حال، به نظر می‌رسد برخی از اسرائیلیان باستان حدسیات و دیدگاه‌های متفاوتی هم داشته‌اند؛ در مزمور ۱۶، داوود فضیلت‌های خود را برمی‌شمارد و به یهوه التماس می‌کند که او را به شئول نفرستد تا از بین برود؛ از این قسمت، اینطور برداشت می‌شود که ساکنان شئول نهایتاً از بین می‌رفتند. داوود در عوض تقاضا می‌کند که خدایش او را مانند خودش جاویدان کند. باور به شئول تا ظهور یهودیت خاخامی (۳۰۰–۶۰۰ میلادی) وجود داشته‌است.
شئول در زبان عبری لغتی با بار منفی است. در کتاب ایوب، امثال سلیمان و کتاب حزقیال، شئول در اعماق زمین تصور شده‌است. چند مرتبه در تورات نیز به آن اشاره شده، از جمله در خداحافظی موسی با بنی‌اسرائیل در ۳۲:۲۲ سفر تثنیه. این‌طور که معلوم است، نویسندگان تنخ شئول را مکانی با ساختار و جغرافیایی مشخص می‌دانستند و پنج مرتبه به دروازه‌های آن و سه بار به چیزهایی که به مردگان اجازه نمی‌دهند خارج شوند، اشاره کرده‌اند. البته در فضای تنخ همچنین ممکن بود که شخصی را از شئول احضار کرد و با او سخن گفت، همان‌طور که در ۲۸:۶ کتاب اول سموئیل دیده می‌شود.
به‌طور کلی در تمدن‌های اطراف مدیترانه باستان، جهان مردگان سرزمینی تاریک بود و بازگشت از آن امکان نداشت؛ در اغلب موارد، جهان زندگان و مردگان به وسیله آب (مثل رودخانه یا دریا) جدا می‌شد و بیشتر تاریخ‌پژوهان اعتقاد دارند در تصور اسرائیلیان از شئول هم چنین مفهومی وجود داشته‌است. در بخش‌های قدیمی‌تر تنخ، شئول اسم انسان‌انگاشته‌شده یک خداست و هیچ‌گاه با حرف تعریف نوشته نشده؛ نتیجتاً، شئول کارکردی مشابه خدایان مرگ در دیگر اساطیر خاورمیانه‌ای داشته‌است. این شباهت به ویژه در مقایسه با موت، خدای مرگ کنعانی که بشر را می‌بلعد، آشکار است. در ۲۵:۸ کتاب اشعیا هم شئول در حال بلعیدن انسان‌ها تجسم شده‌است.

## مسیحیت
از دیدگاه مسیحیت سرزمین اسرائیل و شهر اورشلیم سرزمین و شهر پاک خداست و خداوند در عهدین بهشت را اورشلیم آسمانی می‌نامد که با طلا و نقره و انواع جواهرات زیبنده شده و خداوند بر همه چیز کنترل دارد و در آنجا به کسانی که به بهشت می‌روند که باورمندان مسیح هستند بدن‌های جدیدی می‌دهند که در آن‌ها شهوت و گرسنگی و بیماری و درد نیست و اشخاصی که این بدن‌ها را دریافت می‌کنند در مرکز قدس آسمانی همیشه خداوند را با آهنگ و آواز و سازهای زیبا و رقص به همراه فرشتگان می‌پرستند و اشخاصی که این بدن‌های نو را دارند (یعنی کسانی که در بهشت هستند) به هیچ عنوان از پرستش و عشق ورزیدن به خدا خسته نمی‌شوند و همیشه در شادی و آرامش او خواهند بود.

## اوستا
برای گروندگان به اصول نیک یا بد مکان و مقام‌هایی برای پاداش و عقاب مهیاست. سه اصل اندیشه نیک، گفتار نیک، و کردار نیک از هر حیث تازه و بکر بود، زیرا تا آن روز کسی نظیر آن را در جهان نگفته و تعلیم نداده بود. این سه دستور برجسته و مفید در کتاب اوستا به اندازه‌ای مورد توجه است که به‌طور مکرر از آن‌ها نام برده شده و به خوبی ستوده شده‌است. علت عظمت و اهمیت تعالیم سه‌گانه بسیار واضح و روشن است، زیرا اساس و پایه تمام نیکی‌ها و روشنی هاست.
اندیشه نیک، گفتار نیک به بار می‌آورد و در دل انسان تخم نیکی می‌پروراند و نتیجه آن به صورت اعمال و کردار پسندیده در می‌آید و به عالم بشریت سود می‌رساند و باعث آسایش و رفاه خلق خدا می‌گردد. این سه آموزه ایرانی هیچگاه شامل حال زمان نمی‌شود و هیچ زمانی نیازمند به بروزرسانی ندارد؛ زیرا تا دنیا دنیا باشد بشریت به این سه آموزه نیک نیازمند است.
آن کس که اندیشه نیک داشته باشد مورد فضل و رحمت اهورامزدای دانا و توانا واقع می‌شود و مستحق دخول در بهشت برین می‌گردد. برعکس، هرگاه نیت و اندیشه انسانی خوب نباشد و به وسوسه اهریمن نفس و هوی گرفتار شود به‌طور یقین گفتار او سراسر دروغ و اعمالش گناه و معصیت خواهد بود. بدین سبب است که پیامبر ایرانی در هشتاد و پنج قرن پیش (بین ۳۷۰۰ تا ۸۵۰۰ سال پیش) این سه اصل اخلاقی و دینی را به ابناء بشر ارزانی داشته و تعلیم داده و آن‌ها را سرچشمه سایر تعالیم اخلاقی قرار داده‌ است.

## اسلام
مسلمانان در اسلام بر این باورند که مردمان پاک‌سرشت و بی‌ریا بعد از مرگ به بهشت می‌روند و در آنجا زندگی جاودانه می‌کنند.
در قرآن مسلمانان، خداوند بهشت را که به پهنای آسمان و زمین است به مردان و زنان مؤمن وعده داده که از زیر درختانش جوی‌ها روان است و در آن جاودانند. بهشت در قرآن دارای نامهای مختلفی است. مانند «بهشت خُلود» که «خلود» به معنای «بقا و ماندگاری» است و اشاره به جاودانگی مؤمنان و نعمت‌های ناتمام بهشتی دارد. از دیگر نام‌های بهشت که در قرآن آمده‌ است «جنات عَدَن» می‌باشد که به معنای «بهشت بی‌بازگشت» است. مؤمنان، تقواپیشگان، صادقان، نیکوکاران و آنهایی که خدا و رسولش را پیروی کنند از جمله کسانی هستند که در بهشت خلود خالد و جاودانه‌اند.